# Göktjärnen, Ångermanland
Göktjärnen är en sjö i Strömsunds kommun i Ångermanland och ingår i Ångermanälvens huvudavrinningsområde. Sjön har en area på 0,121 kvadratkilometer och ligger 279,1 meter över havet. Sjön avvattnas av vattendraget Valån.

## Delavrinningsområde
Göktjärnen ingår i det delavrinningsområde (707125-153428) som SMHI kallar för Mynnar i Silsjön. Medelhöjden är 266 meter över havet och ytan är 18,47 kvadratkilometer. Det finns inga avrinningsområden uppströms utan avrinningsområdet är högsta punkten. Valån som avvattnar avrinningsområdet har biflödesordning 3, vilket innebär att vattnet flödar genom totalt 3 vattendrag innan det når havet efter 136 kilometer. Avrinningsområdet består mestadels av skog (86 procent). Avrinningsområdet har 0,12 kvadratkilometer vattenytor vilket ger det en sjöprocent på 0,6 procent.